# Solvatacija
- Solvatacija (od lat. solvere: otapati) je spajanje molekula otapala s ionima, molekulama i koloidnim česticama otopljene tvari u više ili manje stabilne tvorevine, koje nazivamo solvati.[1]

Ako je otapalo voda proces se naziva hidratacija a produkti hidratacije su hidrati.
Pojam solvatacija je širi pojam te obuhvaća i hidrataciju, ipak se pod solvatacijom prije svega podrazumijevaju procesi u drugim otapalima a ne u vodi. Solvatacija je vrlo važna u procesu otapanja tvari u određenim vrstama otapala i znatno utječe na ravnotežu i brzinu kemijskih reakcija u otopinama.

## Pravilo otapanja
Voda je polarno otapalo i zato se u vodi dobro otapaju ionske tvari kao soli i hidroksidi, te kiseline jer one reagiraju s molekulama vode čime nastaje hidronijev kation (H3O+). Organska otapala su slabo polarna ili nepolarna te se u njima dobro otapaju tvari građene od nepolarnih molekula. Zato zlatno pravilo otapanja glasi: "Slično se otapa u sličnom!"

## Solvatacija u organskim otapalima
Kao otapala upotrebljavaju se različiti ugljikovodici, alkoholi, esteri, glikol-eteri, aceton, kloroform, trikloretilen, tetraklormetan, benzen i njegovi homolozi kao toluen i ksileni, i dr. Mnoga organska otapala vrlo su zapaljiva, pare su im otrovne i u smjesi sa zrakom lako eksplodiraju.
Razmotrimo zašto se jod dobro otapa u heksanu a slabo u vodi.
Jod je molekulski kristal građen od dvoatomnih nepolarnih molekula, dok je heksan nepolarno otapalo iz skupine ugljikovodika alkana. Molekule joda u kristalu joda vezane su slabim Londonovim silama, odnosno molekule joda se ponašaju kao slabi inducirani dipoli. Molekule heksana se međusobno također privlače slabim Londonovim silama, odnosno molekule heksana se ponašaju kao slabi inducirani dipoli. Između molekula joda i molekula heksana nastaju privlačenja inducirani dipol−inducirani dipol. Ta su privlačenja dovoljno jaka i omogućuju razlaganje kristalne strukture na molekule joda, koje su u otopini okružene molekulama heksana. To okruživanje molekula joda molekulama heksana ima za proces otapanja poseban značaj i naziva se solvatacija. Svako otapanje neke tvari u otapalu prate energetske promjene. Kod otapanja joda u heksanu najprije se energija troši na razbijanje kristalne strukture joda čime nastaju slobodne molekule joda, govorimo o entalpiji kristalne rešetke. Solvatacijom se energija oslobađa i govorimo o entalpiji solvatacije. Zbroj tih dviju entalpija određuje da li je proces otapanja endoterman ili egzoterman:
{\displaystyle \Delta _{otapanja}H=\Delta _{hidratacije}H+\Delta _{kris.res.}H}
Jod se slabo otapa u vodi jer između molekula joda i molekula vode ne dolazi do privlačenja, odnosno molekule joda se slabo hidratiziraju.